# Nadija Olisarenko
Nadija Olisarenko (ukrainisch Надія Олізаренко, engl. Transkription Nadiya Olizarenko, Geburtsname russisch Надежда Фёдоровна Мушта – Nadeschda Fjodorowna Muschta – Nadezhda Mushta; * 28. November 1953 in Brjansk, Russische SFSR; † 17. Februar 2017 in Odessa) war eine ukrainische Mittelstreckenläuferin, die für die Sowjetunion startend 1980 Olympiasiegerin im 800-Meter-Lauf wurde.
1977 wurde sie Mitglied der sowjetischen Leichtathletiknationalmannschaft und hatte 1978 ihre ersten internationalen Erfolge bei den Europameisterschaften in Prag als Gewinnerin zweier Silbermedaillen über 800 m und in der 4-mal-400-Meter-Staffel. 1979 gewann sie über 800 m Gold bei der Universiade in Mexiko-Stadt und wurde Zweite beim Weltcup in Montreal. Kurz danach heiratete sie den ukrainischen Hindernisläufer Serhij Olisarenko.
Kurz nachdem sie am 12. Juni 1980 in Moskau mit 1:54,85 min einen Weltrekord über 800 Meter aufgestellt hatte, trat sie bei den Olympischen Spielen in Moskau an. Über 800 m gewann sie die Goldmedaille vor ihren beiden Landsfrauen Olga Minejewa (Silber) und Tatjana Prowidochina (Bronze) in der Weltrekordzeit von 1:53,43 min. Über 1500 m gewann sie Bronze hinter ihrer Landsfrau Tatjana Kasankina (Gold) und der DDR-Läuferin Christiane Wartenberg (Silber).
Ebenfalls über 800 m gewann sie 1985 bei den Halleneuropameisterschaften in Piräus Silber und wurde Dritte beim Weltcup in Canberra. Einem Sieg bei den Europameisterschaften 1986 in Stuttgart folgte ein siebter Platz bei den Weltmeisterschaften 1987 in Rom. Bei den Olympischen Spielen 1988 in Seoul erreichte sie das Halbfinale.
Sie beendete ihre Karriere nach dem Zerfall der Sowjetunion Anfang der 90er Jahre. Daraufhin arbeitete sie, gemeinsam mit ihrem Ehemann, als Trainerin in der ukrainischen Stadt Odessa. 2015 erkrankte sie schwer an ALS. Am 17. Februar 2017 verstarb Olisarenko im Alter von 63 Jahren.

## Persönliche Bestzeiten
- 400 m: 50,96 s, 12. Juli 1980, Moskau
  - Halle: 52,69 s, 7. Februar 1986, Moskau
- 800 m: 1:53,43 min, 27. Juli 1980, Moskau (ukrainischer Rekord)
  - Halle: 2:00,8 min, 15. Februar 1980, Moskau
- 1000 m (Halle): 2:40,1 min, 27. Januar 1980, Brjansk
- 1500 m: 3:56,8 min, 6. Juli 1980, Moskau
  - Halle: 4:10,5 min, 16. Februar 1980, Moskau